# Condado de Pope (Arkansas)
El condado de Pope (en inglés: Pope County), fundado en 1829, es un condado del estado estadounidense de Arkansas. En el año 2000 tenía una población de 54 469 habitantes con una densidad poblacional de 25.09 personas por km². La sede del condado es Russellville.

## Geografía
Según la Oficina del Censo, el condado tiene un área total de 2152 km² (830,9 mi²), de la cual 2103 km² (812 mi²) es tierra y 49 km² (18,9 mi²) es agua.

### Condados adyacentes
- Condado de Newton (noroeste)
- Condado de Searcy y Condado de Van Buren (noreste)
- Condado de Conway (sureste)
- Condado de Yell (sur)
- Condado de Logan (suroeste)
- Condado de Johnson (oeste)

### Ciudades y pueblos
- Atkins
- Dover
- Hector
- London
- Nogo
- Pottsville
- Russellville
- Augsburg

## Mayores autopistas
- Interestatal 40
- U.S. Highway 64
- Carretera 7
- Carretera 16
- Carretera 27
- Carretera 124